# Принс-Фредерік (Меріленд)
Принс-Фредерік (англ. Prince Frederick) — переписна місцевість (CDP) в США, в окрузі Калверт штату Меріленд. Населення — 3226 осіб (2020).
Місто назване на честь принца Уельського Фредеріка.

## Географія
Принс-Фредерік розташований за координатами 38°32′38″ пн. ш. 76°35′16″ зх. д. / 38.54389° пн. ш. 76.58778° зх. д. (38.543791, -76.587906).  За даними Бюро перепису населення США в 2010 році переписна місцевість мала площу 9,50 км², з яких 9,49 км² — суходіл та 0,01 км² — водойми.

## Демографія
Згідно з переписом 2010 року, у переписній місцевості мешкало 2538 осіб у 1038 домогосподарствах у складі 565 родин. Густота населення становила 267 осіб/км².  Було 1111 помешкання (117/км²).
Расовий склад населення:
| - 60,3 % — білих - 31,4 % — чорних або афроамериканців - 3,2 % — азіатів - 0,2 % — корінних американців |

До двох чи більше рас належало 4,1 %. Частка іспаномовних становила 2,7 % від усіх жителів.
За віковим діапазоном населення розподілялося таким чином: 23,6 % — особи молодші 18 років, 57,0 % — особи у віці 18—64 років, 19,4 % — особи у віці 65 років та старші. Медіана віку мешканця становила 38,1 року. На 100 осіб жіночої статі у переписній місцевості припадало 71,7 чоловіків;  на 100 жінок у віці від 18 років та старших — 67,1 чоловіків також старших 18 років.
Середній дохід на одне домашнє господарство  становив 54 836 доларів США (медіана — 33 469), а середній дохід на одну сім'ю — 76 771 долар (медіана — 63 194). Медіана доходів становила 52 143 долари для чоловіків та 48 750 доларів для жінок. За межею бідності перебувало 13,4 % осіб, у тому числі 11,4 % дітей у віці до 18 років та 18,4 % осіб у віці 65 років та старших.
Цивільне працевлаштоване населення становило 1201 осіб. Основні галузі зайнятості: роздрібна торгівля — 21,5 %, освіта, охорона здоров'я та соціальна допомога — 20,1 %, публічна адміністрація — 13,3 %, мистецтво, розваги та відпочинок — 13,0 %.